# Jaumont-Stein

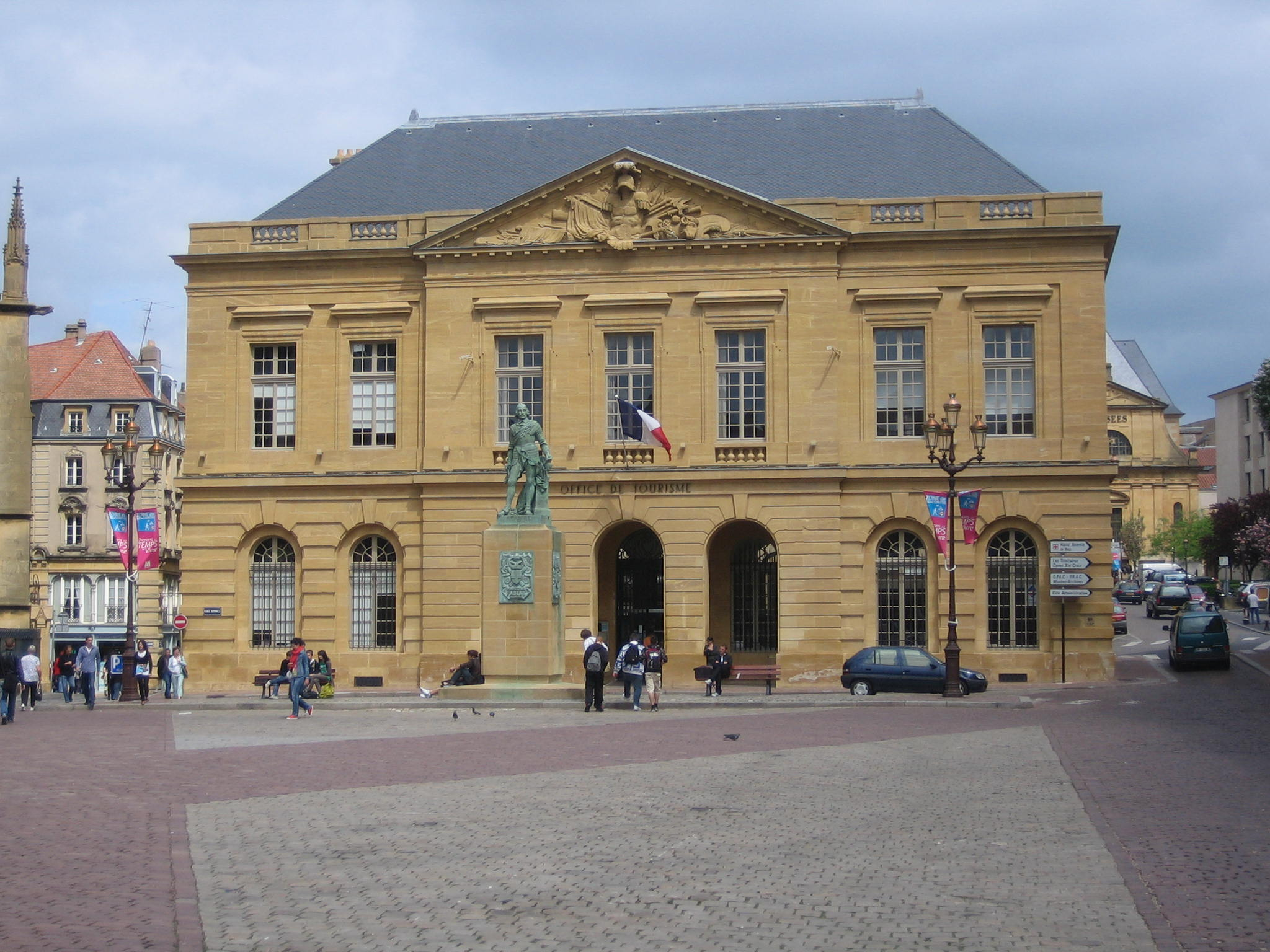
Die Hauptwache in Metz

Jaumont-Stein ist die Bezeichnung einer Kalksteinsorte aus der Umgebung von Metz im französischen Département Moselle. Er entstand im Jurazeitalter, genauer gesagt in Serie des Dogger (französisch "bajocien") vor ca. 170 Millionen Jahren. Dies geschah in Folge der Ablagerung von Resten von Kalkschalentieren in einem Meeresbereich, der Teile des heutigen Mitteleuropas damals bedeckte. Der Stein vom gelben Berg (frz. Jaumont  oder „Mont jaune“) ist ein historisch bedeutsamer Werkstein in der Region Lothringen und weltweit.

## Beschaffenheit
Das oolithische Sedimentgestein ist ein Kalkstein mit geringem Anteil an Siliciumdioxid (Quarz / Sand) aus dem Jurazeitalter, dessen Farbe auf den Eisenoxidgehalt zurückzuführen ist. Die Eisenoxide werden durch komplexe Prozesse aus darunter liegenden, Eisenerz führenden Sandsteinbänken ("Minette") mobilisiert und drangen in den Kalkstein ein. Daher wird der Stein auch gerne als Sonnenstein oder "pierre de soleil" oder auch "pierre de mirabelle" bezeichnet. Aufgrund der oolithischen Struktur, die optisch an Sandkörner erinnert, wird er fälschlicherweise gerne als Sandstein bezeichnet. Chemische Analysen sowie die einfache Reaktion mit Salzsäure beweisen jedoch den sehr hohen Anteil an Calciumcarbonat (Kalk).
Die Farbe ist hellgelb bis senfgelb mit leichtem Braunanteil. Die Rohdichte beträgt 2,6 kg pro Kubikdezimeter mit einer Druckfestigkeit von 5,71 MPa bei einer Porosität von 24,8 Volumenprozent. Diese Eigenschaften machten ihn bei Steinmetzen der Region sehr beliebt.

## Bekannte Bauwerke
Die Geschichte des Steinbruchs reicht bis in das 2. Jahrhundert zurück. Kaiser Wilhelm I. soll den in deutscher Sprache bezeichneten „Metzer Sonnenstein“ sehr geschätzt haben. Viele Gebäude in Lothringen und vor allem in und um Metz, verwenden diesen Stein. Zu den bekanntesten Bauwerken die unter anderem mit Jaumont-Stein erbaut wurden zählen:
- die Kathedrale von Metz
- der Palais de justice de Metz
- das Rathaus von Metz
- das Deutsche Tor von Metz
- die Oper von Metz
- Alter Bahnhof Metz
- das General-Kommando von Ferdinand Schönhals aus wilhelminischer Zeit
- Temple de Garnison
- die Kapelle Notre-Dame-de-Rabas in Vigy
- der Bahnhof Nancy
- die Manufacture des tabacs de Nancy
- Schloss Halberg
- Redemptoristenkloster Heiligenborn
- Marché couvert in Metz

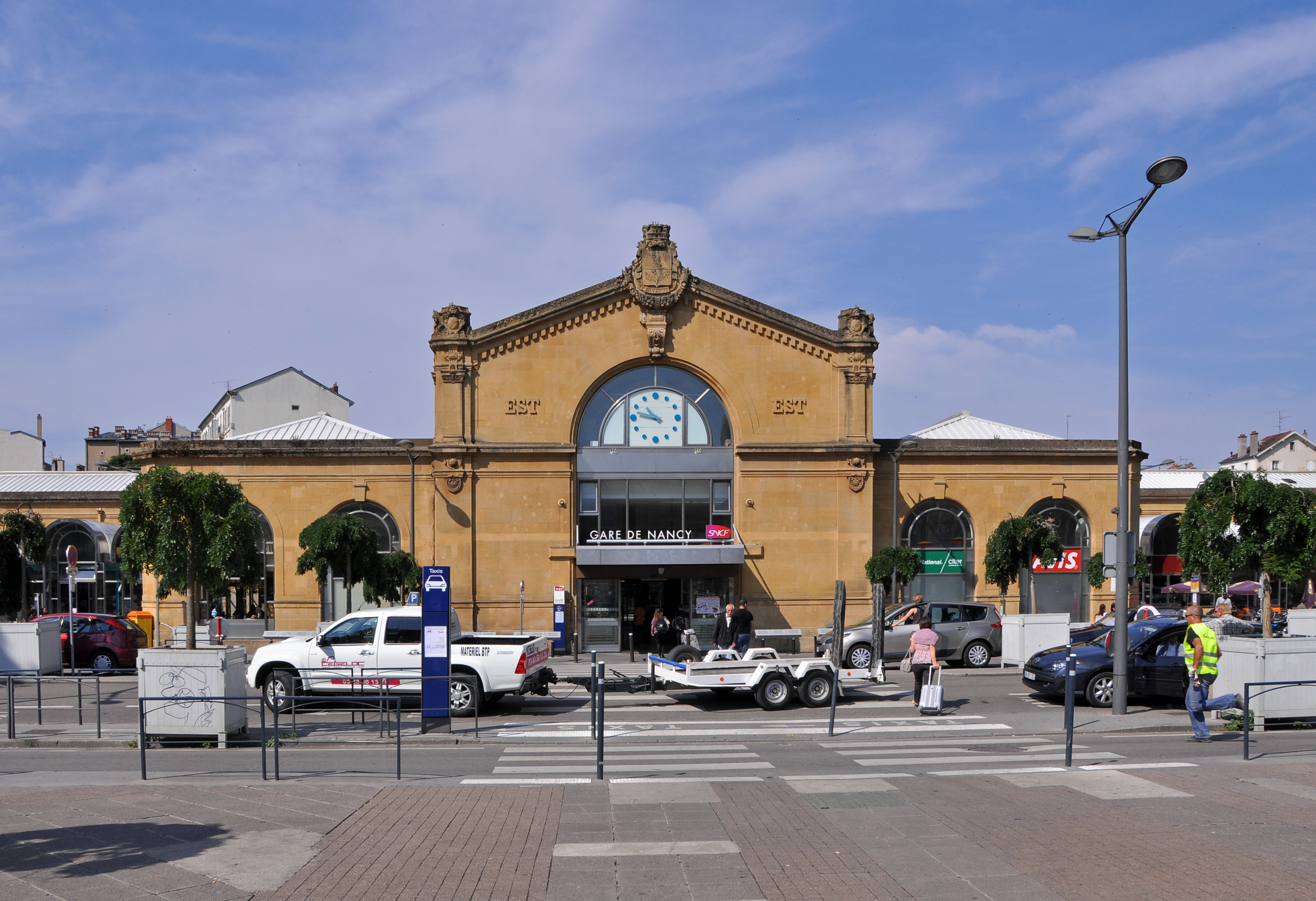
Bahnhof Nancy
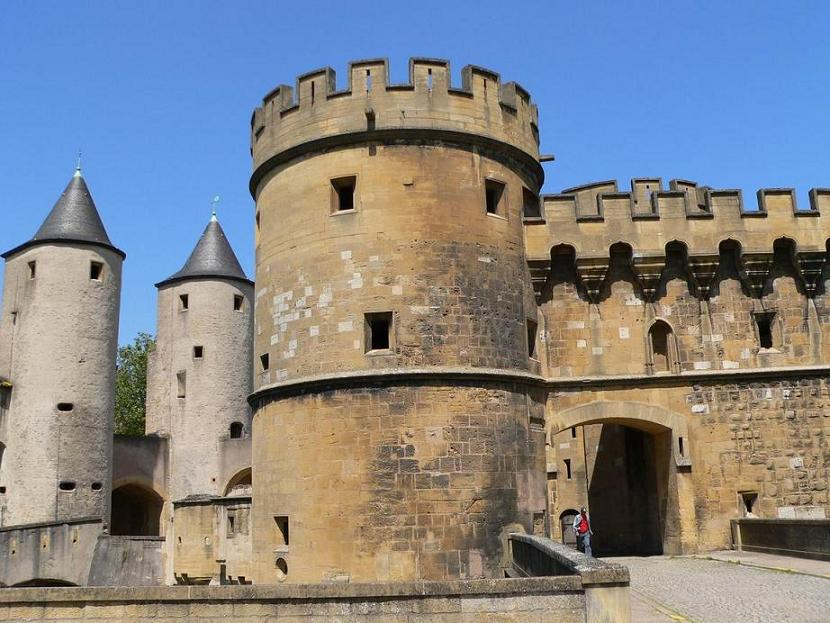
Deutsches Tor
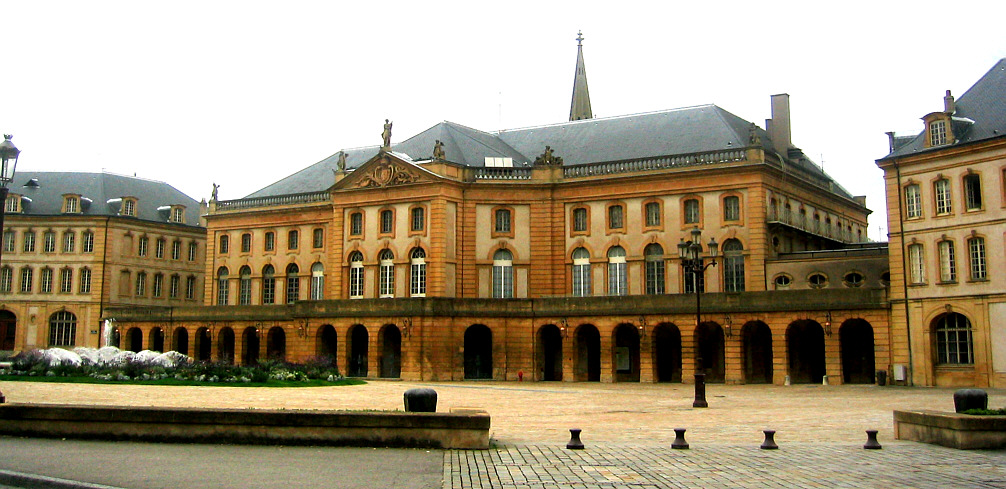
Opéra-théâtre de Metz
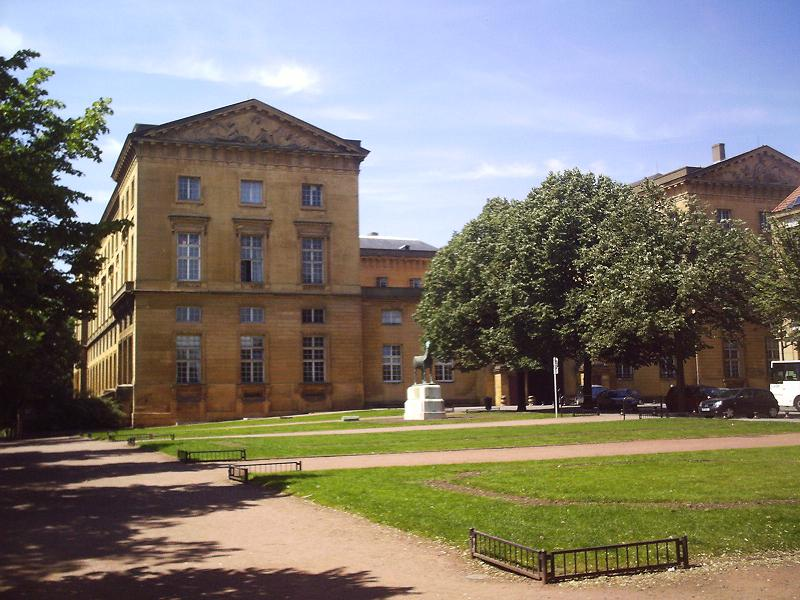
Justizpalast von Metz
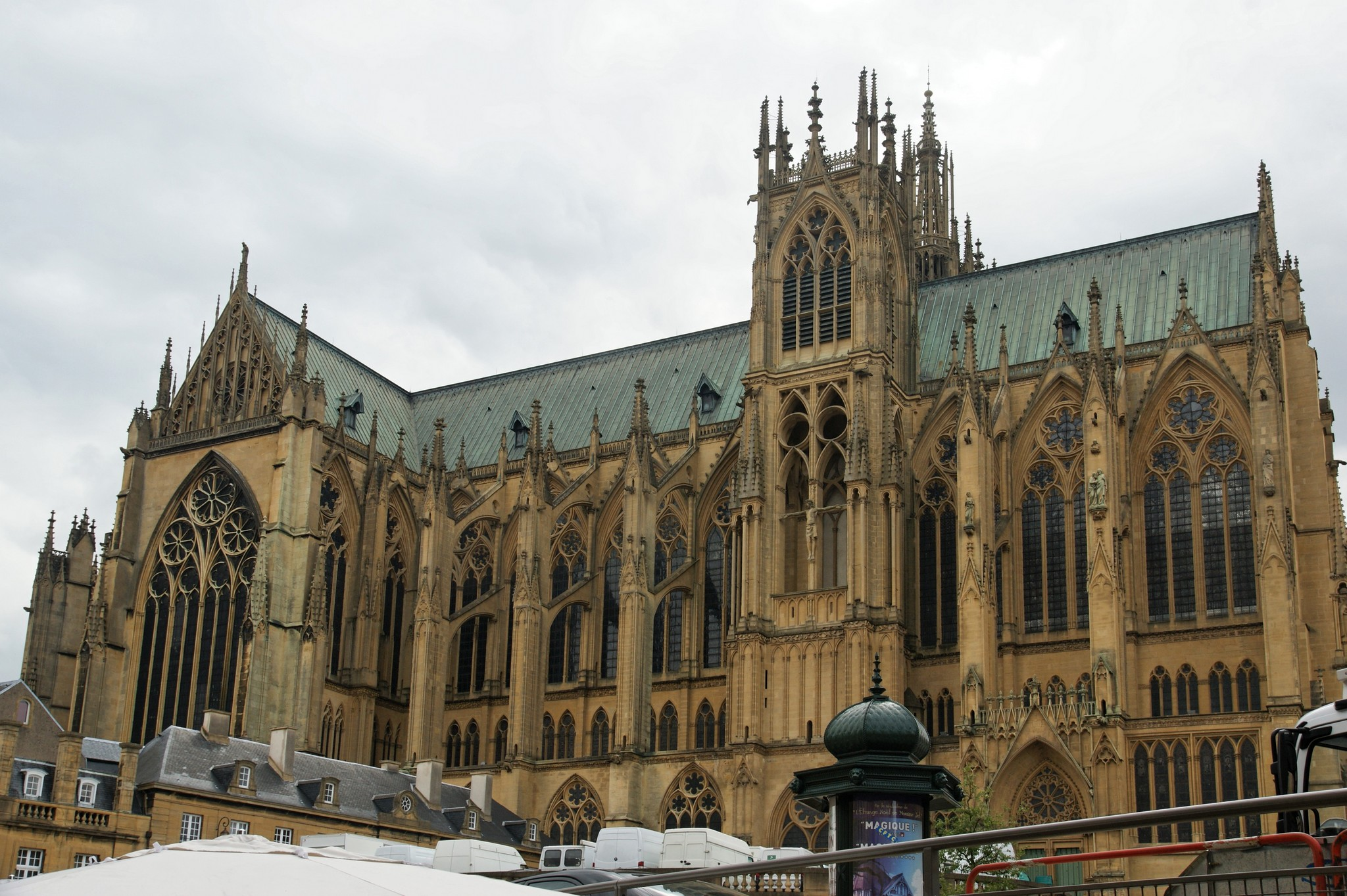
Kathedrale von Metz
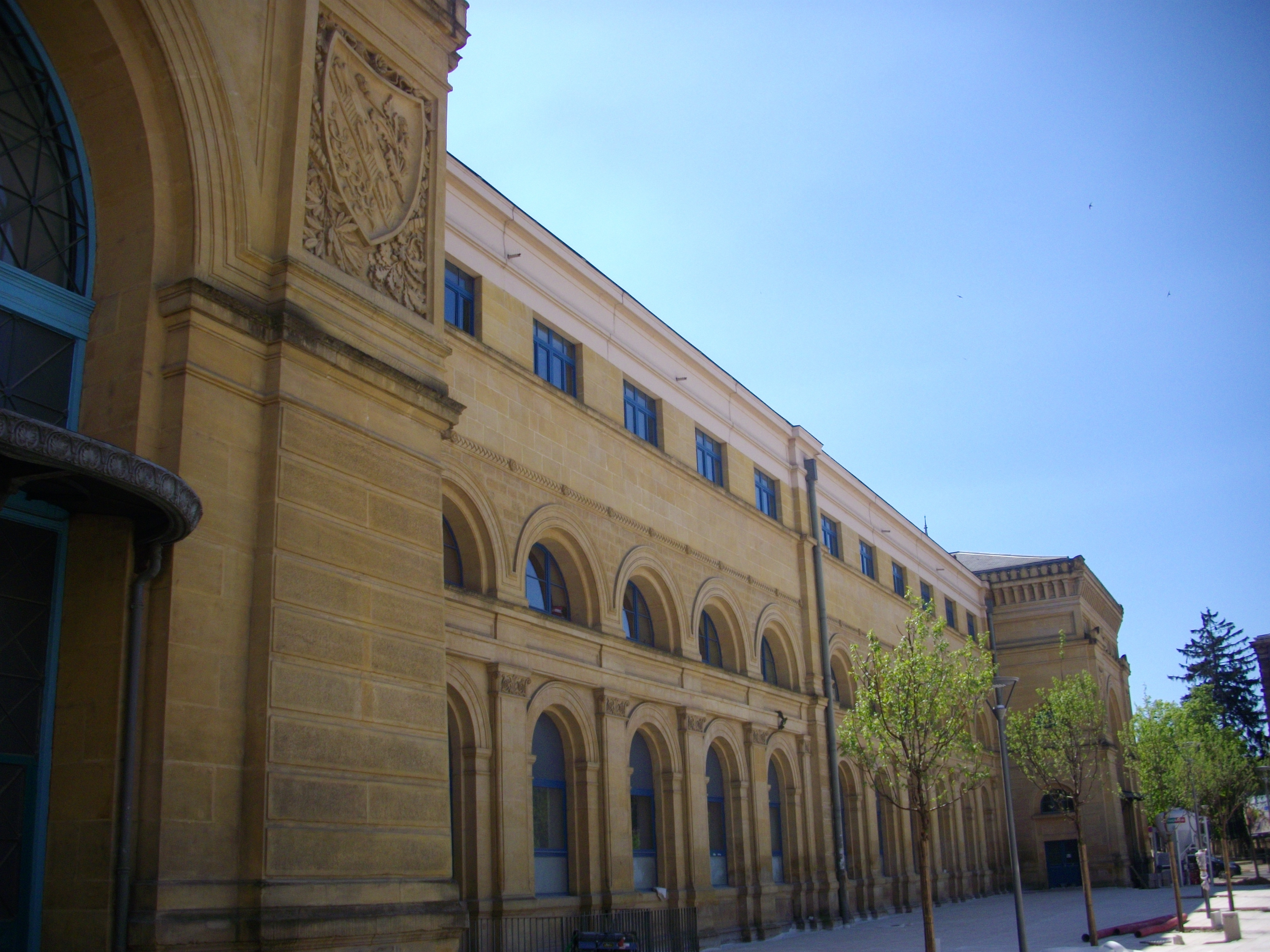
Alter Bahnhof Metz

## Monographie
- Irmengard Peller-Séguy: Jaumont - pierre de soleil - un pont jeté sur les frontières et les siècles ; réflexion d'histoire de la civilisation, Verlag: Ed. Karlsberg, Homburg/Saarpfalz, 1995, ISBN 2876922355